# زنبق‌های دریاچه‌ای
زنبق‌های دریاچه‌ای (نام علمی: Iris subg. Limniris) نام یک زیرسرده از سرده زنبق است.